# Corydalis pseudocrithmifolia
Corydalis pseudocrithmifolia là một loài thực vật có hoa trong họ Anh túc. Loài này được Jafri mô tả khoa học đầu tiên năm 1974.